# Khỉ đuôi ngắn Tây Tạng
Macaca thibetana là một loài động vật có vú trong họ Cercopithecidae, bộ Linh trưởng. Loài này được Milne-Edwards mô tả năm 1870.

## Hình ảnh

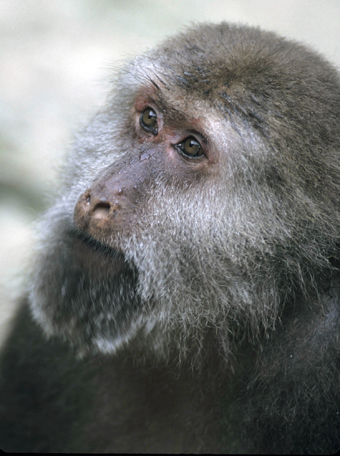
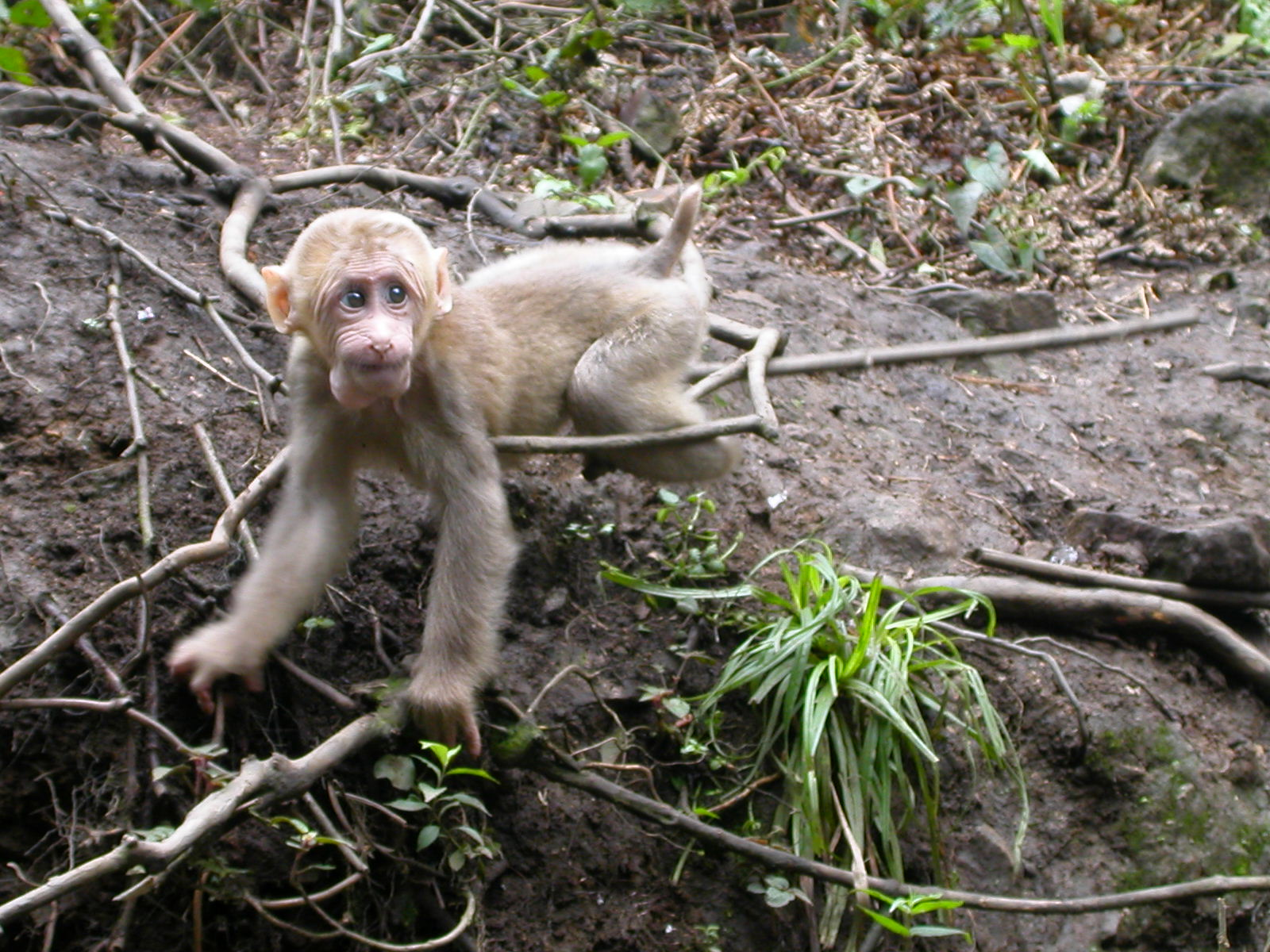
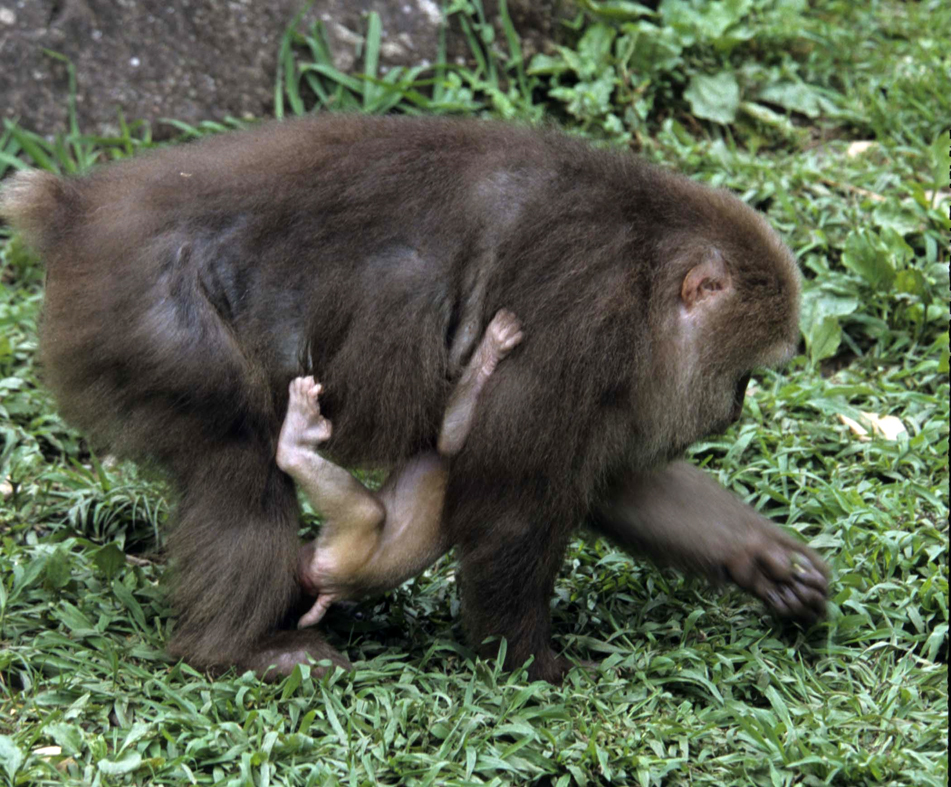
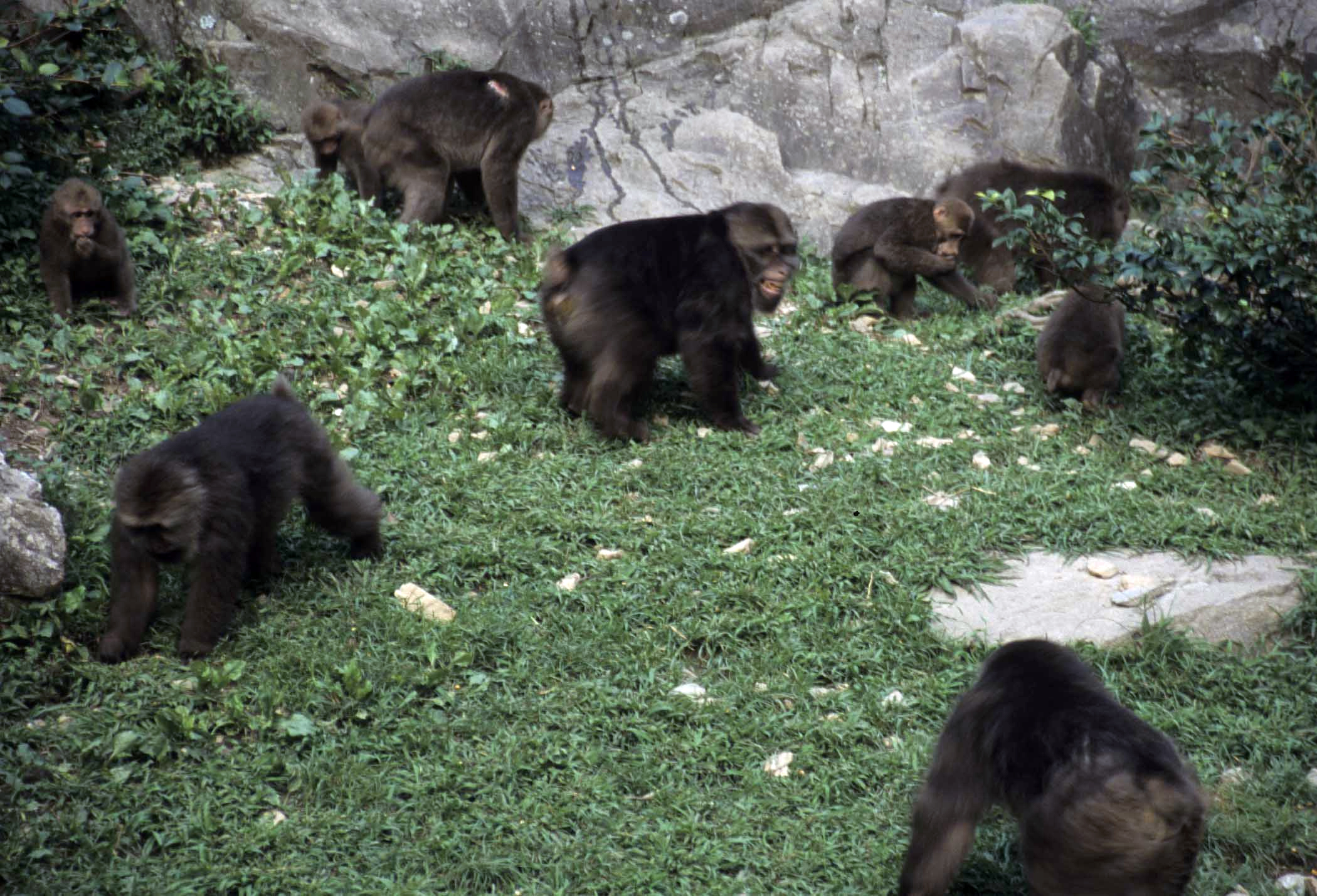